# کلارکیت
کلارکیت (انگلیسی: Clarkeite) یک کانی اکسید اورانیوم است با فرمول شیمیایی (Na,Ca,Pb)
2(UO
2)
2(O,OH)
3 یا (Na,Ca,Pb)(UO
2)O(OH)•0-1H
2O
رنگ آن از قهوه‌ای تیره تا نارنجی متمایل به قرمز متغیر است. کلارکیت با اکسایش و جایگزینی اورانینیت دیرهنگام در طی بلوری‌شدن پگماتیت تشکیل می‌شود. اگرچه پگماتیت‌های گرانیتی حاوی اورانینیت رایج هستند، کلارکیت نادر است و نزدیک با سایر کانی‌های اورانیوم رشد می‌کند.
این سنگ تنها از دو محل شناخته شده‌است. منطقه پگماتیت اسپروس پاین در غرب کارولینای شمالی، ایالات متحده، و راجپوتانا، در منطقه اجمیر هند. کلارکیت تنها اورانات با دمای بالا است که به‌طور طبیعی وجود دارد. فرمول کلی برای کلارکیت ایده‌آل Na[(UO
2)O(OH)](H
2O)
0–1 است. نام آن از نام فرانک ویگلزوورث کلارک (۱۸۴۷–۱۹۳۱)، شیمیدان معدنی آمریکایی، و شیمیدان ارشد سابق سازمان زمین‌شناسی آمریکا گرفته شده‌است.